# بريت بورنس
بريت بورنس (بالإنجليزية: Britt Burns)‏ هو لاعب كرة قاعدة أمريكي، ولد في 8 يونيو 1959 في هيوستن في الولايات المتحدة.

## وصلات خارجية
- بريت بورنس على موقعبيزبول رفرنس.كوم (الدوري الرئيسي) (الإنجليزية)
- بريت بورنس على موقعبيزبول رفرنس.كوم (الدوري الثانوي) (الإنجليزية)